# Walter Browne
Walter Shawn Browne (Sydney, 10 gennaio 1949 – Las Vegas, 24 giugno 2015) è stato uno scacchista australiano naturalizzato statunitense, Grande maestro.
Nato da padre americano e madre australiana, la famiglia si trasferì a New York quando aveva tre anni. Browne si trasferì poi in California all'età di 24 anni. Ottenne il titolo di Grande Maestro nel 1970.
Vinse sei volte il Campionato degli Stati Uniti, nel 1974, 1975, 1977, 1980, 1981, 1983 (gli ultimi tre ex aequo). Vinse anche due volte il Campionato open degli Stati Uniti (nel 1971 e 1972), undici volte il National Open, sette volte l'American Open.
Partecipò a sei olimpiadi degli scacchi dal 1970 al 1984, le prime due con l'Australia e le altre con gli Stati Uniti. Ottenne cinque medaglie di bronzo e realizzò complessivamente il 64,5% dei punti.

## Altri risultati
- 1969 –  vince a Melbourne il Campionato australiano; =1º con Naranja nello zonale di Singapore;
- 1970 –  2º-4º con Bruno Parma e Arthur Bisguier a San Juan di Porto Rico (vinse Boris Spassky);
- 1971 –  1º a Venezia, davanti a Mariotti, Hort e Tatai;
- 1973 –  vince a New York con 9 /10 la prima edizione del World Open;
- 1974 –  1º nel torneo di Wijk aan Zee, 1º a Winnipeg (Pan American Championship), 1º a Lone Pine;
- 1975 –  1º a Mannheim (Campionato tedesco open);
- 1978 –  1º nel Reykjavík Open;
- 1980 –  1º nel torneo di Wijk aan Zee;
- 1981 –  1º a Santiago del Cile;
- 1982 –  =1º con Ron Henley a Giakarta;
- 1983 –  1º al New York Open, 1º a Gjøvik;
- 1985 –  1º a Næstved;
- 1991 –  1º nel Campionato canadese open;
- 2005 –  1º nel Campionato statunitense seniores.

Molto forte nel gioco lampo, nel 1988 Browne fondò la World Blitz Association.
Nel 2003 è stato ammesso nella "United States Chess Hall of Fame".